# 오노 히데오
오노 히데오(일본어: 大野 英男, 1954년 12월 18일 ~ )는 일본의 물리학자이며 자성반도체 연구자이다. 도쿄도 출신이며 2018년 4월부터 도호쿠 대학 총장(제22대)으로 재직하고 있다.

## 주요 경력
- 1973년 : 홋카이도 삿포로미나미 고등학교 졸업
- 1977년 : 도쿄 대학 공학부 졸업
- 1982년 :
  - 도쿄 대학 대학원 공학계 연구과 전자공학 전공·박사과정 수료
  - 공학박사 학위 취득, 논문 제목은 《Growth of heterojunctions by molecular bean epitaxy and their applications to electron devices》(분자선 에피택시에 의한 이종접합의 성장과 전자 디바이스에의 응용)
  - 홋카이도 대학 공학부 강사로 부임
- 1983년 : 홋카이도 대학 공학부 조교수
- 1988년 : IBM 왓슨 연구소 객원연구원으로 근무
- 1994년 : 도호쿠 대학 공학부 교수
- 1995년 : 도호쿠 대학 전기통신연구소 교수
- 2018년 : 도호쿠 대학 총장(현재)[2]

## 수상 경력
- 1998년 : 일본 IBM 과학상(《강자성 반도체와 이종접합에 관한 연구》)
- 2003년 : 국제순수응용물리학연합 자기학상
- 2005년 : 애질런트 유럽 물리학상(《자기와 전기의 성질을 겸비하는 자성반도체 재료의 개발과 이론 연구》)
- 2005년 : 일본 학사원상(《반도체 나노 구조에 의한 전자의 양자 제어와 강자성의 연구》)
- 2005년 : 도호쿠 대학 총장 특별상(일본 학사원상과 같음)
- 2007년 : 응용물리학회 펠로 시상(《반도체를 중심으로 한 스핀트로닉스에 관한 연구》)
- 2014년 : 톰슨 로이터 선정 ‘노벨상 수상 예측 인물’[3]
- 2016년 : 에사키 레오나상
- 2016년 : C&C상

## 저서
- Ikeda, S.; Miura, K.; Yamamoto, H.; Mizunuma, K.; Gan, H. D.; Endo, M.; Kanai, S.; Hayakawa, J.; Matsukura, F.; Ohno, H. (August 2010). “A perpendicular-anisotropy CoFeB–MgO magnetic tunnel junction”. 《Nature Materials》 9: 721–724. Bibcode:2010NatMa...9..721I. doi:10.1038/nmat2804.
- Ohno, H.; Chiba, D.; Matsukura, F.; Omiya, T.; Abe, E.; Dietl, T.; Ohno, Y.; Ohtani, K. (2000). “Electric-field control of ferromagnetism”. 《Nature》 408 (6815): 944–946. Bibcode:2000Natur.408..944O. doi:10.1038/408944a.
- Ohno, H. (1998). “Making nonmagnetic semiconductors ferromagnetic”. 《Science》 281: 951–956. Bibcode:1998Sci...281..951O. doi:10.1126/science.281.5379.951. PMID 9703503.